# Naodži Itó
Naodži Itó (* 1. červenec 1959) je bývalý japonský fotbalista.

## Klubová kariéra
Hrával za Honda, PJM Futures.

## Reprezentační kariéra
Naodži Itó odehrál za japonský národní tým v roce 1981 celkem 1 reprezentační utkání.

## Statistiky
| Japonsko | Japonsko | Japonsko |
| Roky     | Záp.     | Góly     |
| -------- | -------- | -------- |
| 1981     | 1        | 0        |
| Celkem   | 1        | 0        |